# Zenkit
Zenkit ist eine Web- und Mobile App für Projekt- und Aufgabenmanagement. Die Plattform wurde vom Karlsruher Unternehmen Axonic Informationssysteme GmbH im September 2016 zuerst in englischer Sprache veröffentlicht.

## Geschichte
Der Softwarehersteller Axonic startete im Jahr 2014 die Entwicklung eines App-Baukastens. Die Veröffentlichung der cloud-basierten App als Software as a Service (SaaS) fand im September 2016 in englischer Sprache statt.
Zenkit wurde entwickelt, um das Problem von „Datensilos“ zu verringern, das durch zu viele verschiedene Programme verursacht wird, die dezentrale Speicherungen erlauben. Bei der Entstehung der Listenansicht haben sich die Entwickler am erfolgreichen Tool Wunderlist orientiert, um eine Alternative nach dessen Einstellung zu bieten. Zenkit weist viele Ähnlichkeiten mit Trello auf.
Im Oktober 2017 veröffentlichte Zenkit ihre native iOS-App, einen Monat später die native Android-App.
Im Februar 2018 wurde Zenkit als Desktop-App für Linux, macOS und Windows veröffentlicht und im Mai 2018 folgte Zenkit als Linux-Snap. Dieser wurde in Kooperation mit Canonical, dem Macher von Ubuntu, entwickelt und eingeführt.
Seit Juni 2018 ist Zenkit neben Englisch auf Deutsch, Französisch, Portugiesisch, Italienisch, Spanisch, Koreanisch, Russisch und traditionellem Chinesisch verfügbar. Zenkit hostet alle Inhalte in Deutschland und unterliegt der Datenschutz-Grundverordnung (DSGVO).

## Funktionen
Jeder Nutzer kann sogenannte Teams erstellen. Jedes Team kann eine oder mehrere Kollektionen enthalten, die man als Webseite veröffentlichen kann – und auch mit Meta-Angaben zur Suchmaschinenoptimierung oder in bestehende Webseiten einbinden kann. Eine Kollektion umfasst Aufgaben bzw. Items. In Aufgaben können Notizen oder Informationen hinzugefügt, Kommentare erstellt, Anhänge hochgeladen und Labels erstellt werden.
Funktionsüberblick:
- Wechseln zwischen 8 Datenansichten (Liste, Kanban-Tafel, Tabelle, Kalender, Mindmap, Wiki-Ansicht, Gantt-Diagramm, Hierarchie-Ansicht mit Teilaufgaben)
- Benutzerdefinierte Felder
- Teammitglieder zu einer Aufgabe hinzufügen
- Offline-Funktion
- Synchronisation zwischen verschiedenen mobilen Geräten und über iCalendar mit Kalender-Apps
- Integrationen mit anderen Tools wie Microsoft Teams, auch mittels Zenkit-API
- Globale Suchfunktion
- Wiederkehrende Aufgaben

## Geschäftsmodell
Zenkit entspricht dem Freemium-Modell. Eine kostenlose Variante (Personal Plan) enthält Grundfunktionen und einige Extras. Zahlende Nutzer erhalten speziellere Funktionen wie wiederkehrende Aufgaben (Plus Plan). Der Enterprise Plan ist für Unternehmen mit individuellen Ansprüchen.

## Belege
1. ↑  Katharina Kutsche: Entspannt geplant. In: Süddeutsche Zeitung. 5. September 2018, abgerufen am 11. September 2018.
2. ↑  Redaktion: Startup der Woche. In: Wirtschaftswoche. 27. Juli 2018, abgerufen am 11. September 2018.
3. ↑  John Stanley Hunter: Milliardenmarkt in Sicht: Ein Karlsruher Startup will den Büro-Alltag mit einer simplen Software vereinfachen. In: Business Insider. 26. Mai 2017, abgerufen am 11. September 2018.
4. ↑  Margaret Rouse: Definition Datensilo. In: Techtarget. Dezember 2017, abgerufen am 11. September 2018.
5. ↑  Mihir Patkar: The Trello Killer: Morph Your Kanban Board Into a To-Do List and Calendar With Zenkit. In: MakeUseOf. 26. Februar 2018, abgerufen am 11. September 2018.
6. ↑  Bryan Clark: Zenkit’s first mobile app could spell trouble for Trello. In: The next web. 3. Oktober 2017, abgerufen am 11. September 2018.
7. ↑  Stefan Bordel: Zenkit startet auf Android durch. In: com! Das Computer-Magazin. 1. Dezember 2017, abgerufen am 11. September 2018.
8. ↑  Johannes Schuba: Zenkit: Deutsches Projektmanagement-Tool gibt es jetzt auch als Desktop-App. In: T3N. 26. Februar 2018, abgerufen am 11. September 2018.
9. ↑  Marius Nestor: Zenkit Is Now Available as a Snap for Ubuntu and Other GNU/Linux Distributions. In: Softpedia. 17. Mai 2018, abgerufen am 11. September 2018.
10. ↑  Daniel Berger: Projektmanagement-Tool: Zenkit kann endlich Deutsch. In: Heise online. 28. Juni 2018, abgerufen am 11. September 2018.
11. ↑  Projektmanagement-Tool: Zenkit kann endlich Deutsch heise.de